# Asirija
Asirija je u isto vrijeme i zemljopisni i politički pojam. U zemljopisnom smislu, riječ je o sjevernom dijelu Mezopotamije, čijim se središtem obično označava trokut što ga čine Kurdsko gorje na sjeveru, rijeka Tigris na zapadu, te gornji tok rijeke Zab s istoka, koja se potom ulijeva u Tigris, čineći tako najjužniji krak toga trokuta. Unutar ovog trokuta, ili vrlo blizu njemu, smjestili su se svi važni gradovi toga kraja: Ašur, Niniva, Arbela i Kalah. Kroz povijest narodi koji su obitavali na ovom području uspjeli su proširiti svoj utjecaj na čitavo šire područje Asirije, čiji južni kraj označuje točka gdje se Eufrat i Tigris najviše približuju, otprilike u visini današnjeg Bagdada. Istočnu su granicu označavale padine brda Zagros, sjevernu granicu Kurdsko gorje, a zapadnu Sirijska pustinja. U današnjem političkom smislu čitav središnji dio Asirije nalazi se unutar Iraka, dok se šira Asirija protezala u današnju južnu Tursku i istočnu Siriju.

## Zemljopis
Krajolik Asirije označen je visokim gorjima - Kurdskim gorjem i planinom Zagros, koje dostižu visinu od 3.600 m. Središnja je Asirija blago brežuljkasta, a zapadno od Tigrisa nalazi se polupustinjsko područje. Tigris je glavna rijeka s nekoliko pritoka, a sve su rijeke brze i nepogodne za plovidbu. Skele i čamci mogu se koristiti na Tigrisu tek južno nizvodno od Mosula.

### Klima
Klima je izuzetno ugodna s toplim ljetima i svježim zimama, dok su proljeća i ljeta duga i umjerena. Padaline su redovite i dostatne za održavanje bogate vegetacije, tek južnije od grada Ašura postaju rjeđe. Pretpostavlja se da su u 2. tisućljeću pr. Kr. na području Asirije još uvijek postojale prostrane šume bogate vegetacijom i faunom, te da je tlo bilo plodnije no danas.

### Prirodna bogatstva
Među bogatstva Asirije valja ubrojiti ponajprije zemlju i vodu, što omogućuje razvoj poljoprivrede i stočarstva. Usto, rijeke su bile bogate ribom, dok su na brežuljcima uspijevali vinogradi. Od materijala, koristila se glina za izradu opeka, te mosulski mramor. U polupustnjskom dijelu postoje zalihe soli.

## Povijest

### Kronologija
Kronologija čitave Mezopotamije uređena je u povijesnoj znanosti prema kronologiji Asirije, a čitava kronologija Bliskog istoka, uključujući Anatoliju, Siriju i Palestinu, te drevni Egipat prema kronologiji Mezopotamije. Razlog je tome precizan datum što ga imamo za asirsku povijest, zahvaljujući tamošnjem astronomskim promatranjima. Taj datum je jutro 15. lipnja 763. pr. Kr., kad je došlo do pomrčine sunca. Ovaj je događaj zabilježen u asirskim dokumentima koji slijede relativnu kronologiju. Uz pomoć toga datuma, moglo se utvrditi apsolutne datume i ostalih događaja asirske povijesti za cijelo 1. tisućljeće pr. Kr. Izvore za relativnu kronologiju predstavljaju popisi eponima i Popis asirskih kraljeva. 

### Rani gradovi
Počeci Asirije sežu do 3. tisućeljeća pr. Kr. kad je postojalo nekoliko neovisnih gradova u središnjoj Asiriji, dok Asirija kao politička stvarnost nije postojala sve do sredine 2. tisućljeća. Oko 2500. pr. Kr. najutjecajniji gradovi-države su Ašur, Niniva i možda Arbela. Osim Ašura, o ostalim se gradovima vrlo malo zna. U Arbeli, primjerice, nisu mogla biti izvedena ni arheološka iskapanja, jer se nalazi ispod modernog grada. Niniva, kod današnjeg Mosula, mnogo je puta istraživana, no arheolozi još nisu došli do značajnijih nalaza iz najranijeg razdoblja. Ipak, čini se da je bila jednako stara i podjednako značajna kao i Ašur.
Mnogo se više zna o Ašuru u drugoj polovici 3. tisućljeća pr. Kr. Ovaj grad, kao i Ninivu, kontrolirao je akadski kralj Maništušu (oko 2300. pr. Kr.), jer je u Ašuru nađen natpis koji spominje »slugu Maništušuova«, koji je vjerojatno bio upravitelj grada i vazal toga staroakadskog vladara. Čini se da je sve do tada Ašur bio politički neovisan, a u kasnijim će razdobljima biti pod gotovo stalnom vlašću južnih vladara. Takav je slučaj u vrijeme vlasti Amar-Sina (oko 2046. – 2038. pr. Kr.), jer i o ovom vladaru postoji natpis u Ašuru. Negdje nakon toga razdoblja Ašur je ponovno zadobio neovisnost, a onda i počeo ostvarivati svoj utjecaj prema jugu. Jedan od vladara grada, Ilušuma, napao je područje Babilonije, opsjedajući značajne gradove poput Ura i Nipura. No, to je bio tek pljačkaški pohod bez nakane uspostave trajne vlasti. Vladari koji su slijedili usredotočili su se na izgradnju i jačanje samoga grada, a posebna je pozornost ukazana hramu boga Ašura. Bilo je to razdoblje političke stabilnosti i gospodarskog rasta, u vrijeme kad su staroasirske trgovačke kolonije cvale u Kapadociji.

### Staroasirsko razdoblje (oko 1906. – 1380. pr. Kr.)

#### Staroasirske trgovačke kolonije
Zahvaljujući sasvim slučajnom otkriću velikog arhiva spisa pisanih klinopisom u Anatoliji, do nas su stigle značajne informacije o gospodarstvu grada-države Ašura u njegovoj nastarijoj povijesti, te o nizu njegovih kolonija u Anatoliji. Ovi dokumenti potvrđuju da je Ašur početkom 2. tisućljeća imao veliko međunarodno trgovinsko značenje, a osobito je važna bila trgovina kositrom. Kolonija Kanišu bila je na usponu kroz 150 godina (oko 1900. – 1750. pr. Kr.), a njezini su trgovci bili punopravni građani Ašura. Od vladara Ašura u to se doba spominje Sargon I.

#### Razdoblje Amorićana
Gospodarski napredak ranih gradova središnje Asirije prekinula je amorićanska najezda. Amorićani su bili semitski narod iz pustinje Sirije i Arabije koji su početkom 2. tisućljeća pr. Kr. provalili u Mezopotamiju. Bili su podijeljeni u više plemena, koja su predvodili moćni plemenski starješine. Među najmoćnije ubraja se Šamši-Adad I. (oko 1813. – 1781. pr. Kr.), koji će postati vladar Ašura, te se predstavljati kao izravan nasljednik tamošnjih vladara. Zagospodarit će čitavim područjem sjeverno od današnjeg Bagdada, zapadno od gornjeg toka Tigrisa, istočno od srednjeg toka Eufrata, te na zapad do središnje Sirije. Dotad na tom području nije bilo tako velike sile. Nakon Šamši Adadove smrti, oko 1781. pr. Kr., iz Babilonije je provalio Hamurabi nakon čega je malo poznato o asirskoj povijesti.

#### Horijci i kraljevstvo Mitani
Od 18. do 14. stoljeća pr. Kr. vrlo je malo poznato o području Asirije i o gradovima-državama poput Ašura i Ninive. Razlog je tome pomutnja što su je unijele velike migracije novih naroda prema sjevernoj Mezopotamiji. Među ovim narodima ističe se onaj koji je utemeljio kraljevstvo Mitani sa središtem uz rijeku Haburu, koje se za svoga najvećeg uspona prostiralo sve do Taurusa na zapadu i Asirije na istoku. Ovo je kraljevstvo bilo sastavljeno od dva etnička elementa: Indoeuropljana i Horijaca, koji su na to područje došli preko Kavkaza. Značajka ovog dvostrukog naroda bila je vještina uzgoja i korištenja konja i to je njihov najveći doprinos civlizaciji Asirije i Mezopotamije.

#### Uspon Asirije (oko 1741. – 1274. pr. Kr.)
Uspon Asirije kao države toga imena počeo je nakon dugog razdoblja koje se obično naziva »mračnim dobom« (oko 1741. – 1364. pr. Kr.). Jedini dokument koji donekle govori o tom razdoblju jest Popis asirskih kraljeva. Dugotrajna vladavina Ašur-ubalita I. (oko 1363. – 1328. pr. Kr.) označuje ujedno i prvu pojavu Asirije kao političke stvarnosti, te početak njezina uspona sve dok se ne ubroji među najveće sile drevnog Bliskog istoka. Ovo se razdoblje obično naziva razdobljem Amarne, a Ašur-ubalit igrao je, uz Hetite, drevni Egipat, Kraljevstvo Mitani i Babiloniju, vodeću ulogu u Plodnom polumjesecu. Ašur-ubalitova kći udala se za babilonskoga kralja, pa je Ašur-ubalitov unuk postao vladar Babilonije, u čemu mu je pomogao sam Ašur-ubalit I. Stabilnost što ju je u Asiriji uspostavio Ašur-ubalit I. postat će temelj na kojem će njegovi nasljednici izgraditi carstvo. Teritorij zemlje znatno se širi prema zapadu, na područje koje je dotada pripadalo kraljevstvu Mitani, što je asircima donijelo bogatstvo i samopouzdanje.

### Srednjoasirsko Carstvo (oko 1273. – 1076. pr. Kr.)
Na taj je način nastalo prvo asirsko carstvo koje se u povijesti obično naziva Srednjoasirsko Carstvo, kako bi ga se razlikovalo od kasnijeg Novoasirskog Carstva. Ovo se carstvo kronološki može podijeliti u dva razdoblja.

#### Prvo razdoblje (oko 1243. – 1207. pr. Kr.)
Šalmanaser I. (oko 1273. – 1244. pr. Kr.) vodio je vojne pohode prema istoku i sjeveru čime je zaključio osvajanje istočnog dijela kraljevstva Mitani. U opisima ovog rata dolazimo i do prvih saznanja o asirskom načinu vođenja bitki, po čemu će ovaj narod i postati poznat. Vojna strategija uključivala je brojna ubojstva nakon pobjede i odvođenje u zarobljeništvo.
Slične je pohode vodio i Tukulti-Ninurta I. (oko 1243. – 1207. pr. Kr.), no on se upravio i protiv Babilonije, te dodao i to područje svome kraljevstvu. Babilon je opljačkan i razoren, dok je kip boga Marduka odnijet u Asiriju. Važni su bili i pohodi ovog kralja prema sjeveru, sjeveroistoku i zapadu, gdje je pobijedio Hetite, od kojih su mnogi odvedeni u izgnanstvo u svojevrsne radne logore u Asiriji, što postaje ustaljena praksa.
Oba ova kralja dodatno su izgradili Ašur i Ninivu, a Tukulti Ninurta izgradio je i sasvim novu prijestolnicu, nedaleko od Ašura, sa suprotne strane Tigrisa. U ovom je razdoblju, zahvaljujući pripojenju Babilonije, došlo i do značajnog kulturnog utjecaja toga područja na asirsku civilizaciju, a posebice na književnost i religiju. Nakon ubojstva Tukulti Ninurte, Asirija prolazi kroz razdoblje stagnacije i pada, te dolazi do rasta moći Babilonije. Sa zapada su u to doba nadirali Aramejci.

#### Drugo razdoblje (oko 1132. – 1076. pr. Kr.)
Krajem 2. tisućljeća pr. Kr. uporaba željeza u izradi oružja i oklopa dovela je do novog velikog preokreta, sličnog onom kad su uvedene dvokolice s konjskom zapregom početkom 2. tisućljeća pr. Kr.
U to vrijeme na vlast dolazi Tiglat-Pileser I. (oko 1114. – 1076. pr. Kr.), jedan od najznačajnijih kraljeva u asirskoj povijesti. Pod njegovom se vlašću Asirija proširila u svim smjerovima, od Sredozemnog mora na zapadu, do Babilona na jugoistoku. Nakon dugotrajnog ratovanja protiv Frigijaca (Mušuku u asirskim izvorima) na zapadu asirskoga kraljevstva, u koje će se uključiti i Aramejci, Tiglat-Pileser I. uspio je pod svoju vlast dovesti čitavu Siriju i južnu Anatoliju, do gorja Taurus. Usto, osvojio je glavne babilonske gradove, uključujući Babilon i Sipar. Ovi vojni uspjesi doveli su i do blagostanja u samoj Asiriji, gdje se razvija zamjetna umjetnička i građevinska djelatnost. Stvaraju se i dvije zbirke zakona. U svim ovim dostignućima znatan je bio utjecaj babilonske civilizacije.

### Novoasirsko Carstvo (1075. – 612. pr. Kr.)

#### Početak Novoasirskog Carstva (1075. – 884. pr. Kr.)
Nakon razdoblja stagnacije, stanje se u kraljevstvu popravilo početkom prvog tisućljeća kad su trojica uzastopnih kraljeva ostvarili unutarnju stabilnost i poduzeli vojne pohode za vraćanje izgubljenih teritorija. Ašur-Dan II. (935. – 912. pr. Kr.), prvi je, nakon više od jednog stoljeća, redovito poduzimao vojne pohode izvan Asirije, u prvom redu protiv Aramejaca od kojih je ponovno preuzeo izgubljena područja na zapadu. Tada je došlo i do obnove grada Ašura, a osobito njegovih gradskih zidina. Adad-nirari II. (911. – 891. pr. Kr.) poveo je i pohode protiv Babilonije na jugu i zemlje Nairi na istoku. U središtu svih pohoda bili su Aramejci protiv kojih je povedeno čak osam uspješnih pohoda. Novost ovog razdoblja bilo je postavljanje velikih skladišta s namirnicama za vojsku na strateškim mjestima novoosvojenih prostora. Tukulti-Ninurta II. (891. – 884. pr. Kr.) posvetio se sustavnom unutarnjem uređivanju carstva. Usto, bio je vrlo poduzetan graditelj te je poduzeo velike obnove i gradnje u Ašuru i u Ninivi.

#### Kraljevi iz Kalaha (883. – 824. pr. Kr.)
Ovo razdoblje predstavlja jedan od vrhunaca Novoasirskog Carstva. Prvi od kraljeva ovog razdoblja bio je Ašur-nasir-pal II. (884. – 859. pr. Kr.) koji je svoju prijestolnicu premjestio u grad Kalah, te je doveo Asiriju do dotad neviđene moći i bogatstva. Povjesničarima je dosad poznato 14 velikih pohoda u 24 godine njegove vlasti. Poveo je tri pohoda prema istoku, odakle je doveo stanovništvo kao roblje u Kalah. Poveo je također više pohoda prema sjeveru i sjeveroistoku, gdje je osvojio zemlje Urartu i Nairu, gdje je proveo opsežne administrativne mjere koje su mu osigurale stalne prihode kroz cijelo kraljevanje. Kroz čitavo vrijeme svoje vlasti ratovao je i na zapadu, gdje su Asirci stigli i do Sredozemnog mora. U ovom je razdoblju započela podjela carstva na provincije s upraviteljem na čelu, iz kojih je redovito morao stizati porez. Šalmanasar III. (858. – 824. pr. Kr.) nastavio je vojne pohode. Na zapadu se suočio sa sjevernijim protuasirskim savezom oko Karkemiša s kojim se lako obračunao i utemeljio ondje asirsku upravu, dok je veće borbe vodio sa savezom oko Damaska. Ustrajnim asirskim pohodima savez je uništen, a Šalmanasar stiže sve do brda Karmel. Na sjeveru se sukobio s kraljevstvom Urartu, odakle je u Asiriju dopremio veliki plijen. Poput svoga oca, izgrađivao je Kalah, a uz taj grad izgradio je i utvrdu »Šalmanasar« koji je bio najveća vojna konstrukcija u zapadnoj Aziji. Obnovio je zidine Ašura i tamošnje hramove, a gradio je i u Ninivi.

#### Asirija i Urartu (823. – 745. pr. Kr.)
Kroz gotovo stotinu godina nakon smrti Šalmanasara III., povijest Asirije obilježena je upadima snaga kraljevstva Urartu, koje je u tom trenutku postalo snažnije i od same Asirije. Privremeni uspon označio je Adad-nirari III. (811. – 783. pr. Kr.), uz kojega je kao namjesnica, barem na početku kraljevanja, bila njegova majka, Samu-ramat, poznatija kao Semiramida. Asirija je tada osvojila Damask, a Kraljevstvo Izrael plaćalo joj je danak. Usto, obnovljena je i prevlast u Babiloniji. Osim nastavka gradnje i obnove gradova (Kalah, utvrda Šalmanasar, Niniva), za ovo je razdoblje značajan i snažan utjecaj babilonske religije u Asiriji. Od 782. do 745. pr. Kr. zemlja je bila podijeljena na zapravo neovisne državice, a jačanjem kraljevstva Urartu, Asirija se našla pred nestankom.

#### Kasnoasirsko Carstvo (744. – 612. pr. Kr.)
Kad je Tiglat-Pileser III. (745. – 727. pr. Kr.) došao na vlast, našao je zemlju u gotovo potpunom rasulu. Poveo je vrlo uspješne pohode na sjever i osvojio područje kraljevstva Urartu. Nakon smirivanja stanja na sjeveru, Tiglat-Pileser 734. pr. Kr. kreće prema zapadu, prolazi kroz Siriju, Feniciju i Judu, te osvaja grad Gazu, koja je bila važna radi uspostavljanja izravne trgovine s Egiptom. Nakon pobune zapadnih zemalja, kralj ih pokorava, te ih uključuje u Asirsko Carstvo. Tiglat-Pileser više će se puta uplitati i u stvari Babilonije, dok na koncu ne zasjedne osobno na babilonsko prijestolje, što će dovesti do pobune Merodah-Baladana. U ovom je razdoblju provedeno opsežno preustrojstvo državne uprave, a mnoštvo je osvojenog naroda preseljeno u druge krajeve.
Njegov nasljednik Šalmanasar V. gotovo je sigurno osvojio Samariju i kraljevstvo Izrael oko 722. pr. Kr., a njegovi su stanovnici preseljeni u Asiriju. Na koncu je kralj ubijen, a njegovo mjesto zauzima uzurpator Sargon II. koji nastavlja s osvajanjima. Nakon pobune na zapadu, u bitci kod Karkara Sargon poražava Damask, Arpad i Samariju, te ponovno stiže do Gaze, gdje pobjeđuje i egipatsku vojsku. Svoj je utjecaj proširio i na Cipar. Vodio je borbe i na sjeverozapadu, te uspio postići mir na tim granicama. U Babiloniji su nastavljene borbe s Merodah-Baladanom. Sargon je izgradio sasvim novu prijestolnicu - Dur Šarukin (Utvrda Sargon) - nešto sjevernije od Ninive. Njegov sin, Sanherib (705. – 681. pr. Kr.), postavlja prijestolnicu u Ninivu u kojoj izvodi velike građevinske radove, baš kao i u Ašuru. Vodio je pohode na zapad, gdje je nastojao obnoviti kontrolu nad Judejskim kraljevstvom koje je sklopilo savez s Egiptom. Nakon uspješnog pohoda, asirska se vojska iznenada i iz nepoznatih razloga povlaći. U Babiloniji je uspio skršiti otpor Merodah-Baladana i njegova sina, te je osvojio i razorio i sam Babilon. Nastojao je provesti obnovu religije, prema kojoj je babilonski bog Marduk imao biti podložan asirskome bogu Ašuru.
Sanheribov mlađi sin, Asarhadon (681. – 669. pr. Kr.), još će se više posvetiti pitanjima religije i kulta, te će obnavljati hramove u asirskim gradovima, ali i Mardukov hram u Babilonu, što će biti dio njegova šireg nauma smirivanja babilonskog stanovništva. 671. pr. Kr., za jednog pohoda na Egipat, uspijeva osvojiti i egipatski glavni grad, Memfis. Za pohoda u kojem će nastojati učvrstiti svoju vlast u Egiptu, on će i umrijeti. Posebnu će ulogu u Asarhadonovo doba imati njegova majka, Nakija, koja će praktično upravljati državom i početkom vlasti njezina unuka Asurbanipala (669. - oko 631. ili 627. pr. Kr.). Sâm Asurbanipal povest će nekoliko pohoda na Egipat u kojima će povratiti Memfis i osvojiti Tebu (663. pr. Kr.), no njegova će glavna briga biti na jugu, gdje je Babilonijom vladao njegov brat Šamaš-šuma-ukin, kojega će nakon četverogodišnjeg rata, 648. pobijediti., baš kao i njegove saveznice Elamce. Osim velikim građevinskim pothvatima u Ninivi, ali i drugim gradovima, pa i Babilonu, osobito se istakao skupljanjem zbirke spisa u knjižnice Ninive, jer je bio jedan od rijetkih pismenih asirskih kraljeva.

### Pad Asirije
Nakon Asurbanipala slijedilo je nekoliko manje važnih kraljeva. Babilonci su sklopili savez s Medijcima, više puta provaljivali na područje Asirije, dok 614. pr. Kr. nisu osvojili i sam grad Ašur. Nakon toga su krenuli na prijestolnicu Ninivu koja je pala 612. pr. Kr., nakon tromjesečne opsade. Premda je asirski kralj još neko vrijeme vladao iz Harana, Asirsko je Carstvo prestalo postojati.

## Značajke civilizacije
Asirska je civilizacija bila bitno vojnička, no unatoč tome, razvijene su i mnoge druge značajke drevnih civilizacija, poput zakonodavstva, religije i kulture. Vrlo je često u tome odlučujući bio utjecaj okolnih naroda.

### Vojska
Asirska je vojska bila središte života države. Imala je vrlo čvrstu hijerarhijsku organizaciju, a sastojala se od pješaštva koje je uključivalo i streličare, konjice i kočija. Pripadnici svake od ovih grana vojske bili su opremljeni naročitim oružjem i zaštitnim sredstvima. Asirci su bili prvi koji su sredinom 2. tisućljeća pr. Kr. na području Plodnog polumjeseca preuzeli uporabu kočija od Indoeuropljana, a do početka 1. tisućljeća pr. Kr. koriste i mnogo pokretniju konjicu, što im je dalo značajnu prednost u ratnim pohodima. Stanovništvo je bilo pozivano u vojsku svake godine na određeno vrijeme, a kasnije je uvedena i stalna vojska, te uporaba stranih plaćenika. Asirska ratna strategija uključivala je izravne bitke, opsade i psihološki rat, a osobita je asirska novost bilo i preseljavanje stanovništva osvojenih područja.

### Lov
Lov je u Asiriji bio omiljena razonoda kraljeva, no u isto je vrijeme pridonosio održavanju dobre tjelesne forme kralja i njegovih ljudi u vrijem zatišja između ratnih pohoda. Asirski su kraljevi lovili u danas nestalim šumama sjeverne Sirije, kao i u močvarama južen Babilonije. Omiljena lovina bile su velike životinje poput slonova, lavova i pantera. Lovilo se, bilo iz kočija, bilo prikradajući se, bilo iz zasjede, a sam je lov imao i religijsko značenje. O tome svjedoče pisana izvješća i kameni reljefi iz doba kralja Asurbanipala. Osim u prirodnom staništu, kraljevi su lovili i u velikim parkovima svojih prijestolnica, kamo su dopremane životinje iz drugih krajeva carstva.

### Državno uređenje
Po svome državnom uređenju Asirija je bila apsolutna monarhija u kojoj je sva vlast bila koncentrirana u rukama kralja kao predstavnika boga Ašura na zemlji. Postojala su samo tri ograničenja njegove vlasti o kojima je morao voditi naročitu brigu: religija, stečena prava i plemstvo. Kralj je bio i vrhovni svećenik boga Ašura, i vrhovni zapovjednik vojske, i jedini zakonodavac, i vrhovni sudac. Bio je vlasnik sve asirske zemlje, te je kontrolirao svu trgovinu.
Dvorski je život bio pod snažnim utjecajem harema u kojem su odrastali i kraljevi nasljednici, koji su, dostigavši određenu dob, smještani u posebnu »kuću nasljedstva« gdje su stjecali potrebna znanja za vođenje zemlje, a potom su preuzimali i svoju ulogu u vođenju zemlje, često kao kraljevi namjesnici. Državna je uprava bila hijerarhijska i često u vlasti malog broja obitelji, a kralj je mogao u svakom trenutku intervenirati na bilo kojoj razini te hijerarhije. Posebnu, vrlo utjecajnu ulogu, imali su i pisari.
Zemlja je bila podijeljena na središnju Asiriju (oko gradova Ašur, Ninive i Kalaha s posebnim povlasticama, i »Veliku Asiriju« kojom su upravljali kraljevi pokrajinski upravitelji ili vazali.

### Gospodarstvo
Obilje ruda, kojima je ovaj kraj raspolagao, omogućilo je Asircima izradu kvalitetnog oružja koje im je osiguralo premoć nad susjednim narodima. Ipak, brojno gradsko stanovništvo koje je živjelo u središnjem dijelu Asirije nije se moglo prehranjivati samo od plodova okolnog obradivog zemljišta. Stoga već od 9. st. pr. Kr. počinju organiziranja preseljavanja stranoga stanovništva na dotad neobrađivanu zemlju.
U središnjoj Asiriji temelj gospodarstva činile su poljoprivreda i stočarstvo, te trgovina. Budući da je područje redovitih padalina pokrivalo cijelu središnju Asiriju, a njegova se južna granica poklapala s južnom granicom zemlje, navodnjavanje nije predstavljalo veći problem. Usto, strateški položaj Ašura na prijelazu preko Tigrisa učinio ga je postajom na važnom trgovinskom pravcu između istoka i zapada. Stoga su se njegovi stanovnici od najranijeg razdoblja bavili trgovinom s drugim narodima.
Na širem području Asiriji, kraljevi nisu pokazivali zanimanje za razvoj gospodarstva. Njihova je jedina briga bila da ti krajevi redovito plaćaju godišnje namete, što je s vremenom postajalo sve teže, zbog velikog rasta stanovništva u središnjoj Asiriji. Na koncu će takva politika dovesti i do pobuna i nesigurnosti, te slabljenja i pada Asirije.
Asirci su novac vjerojatno vrlo kasno preuzeli od Grka, no imali su vrlo razrađen sustav mjera. Do danas su sačuvani kameni i metalni utezi s vrijednošću napisanom klinopisom.

### Pravni sustav
Vrhovni sudac kod Asiraca bio je bog Ašur, a u njegovo ime kralj. Ipak, većina se slučajeva rješavala među sukobljenim stranama, često uz posredništvo trećeg, objektivnog pojedinca, koji je obično bio jedan od susjeda. Tek se u izvanrednim slučajevima parnica prenosila na državnu upravu. Pravni dokumenti Asiraca dijele se na dokumente o vlasništu, ugovore, račune i sudske spise. Asirija nije poznavala stalnih zatvora, a na državnoj razini postojala je samo smrtna kazna za izdaju. Ubojstvo i ranjavanje kažnjavalo se krvnom osvetom.

### Religija
Asirska religija, koja je bila politeistička, srodna je i, često, isprepletena s religijama okolnih zemalja, a osobito s babilonskom religijom. Vrhovni bog bio je Ašur, kralj bogova, a slijedila ga je božica Ištar, te bogovi Ninurta, Šamaš, Adad i Sin. Oko svakoga od ovih božanstava razvio se kult koji je uključivao hramsko zdanje i zigurat, te svećenstvo i pomoćno osoblje. Kult je podrazumijevao redovito obavljanje religijskih obreda i prinošenje žrtava. Uz ova, postojala su i niža božanstva. Kralj je bio vrhovni svećenik i Ašurov predstavnik na zemlji, te je morao sudjelovati na glavnim svečanostima, a u važnim se pitanjima savjetovao sa svećenicima i proročicama. Najvažniji blagdan bila je Nova godina. Magija je bila široko rasprostranjena, o čemu postoje i pisani dokumenti.

## Vanjske poveznice
- Asirija na stranicama Washington State University (engl.)
- Zbirka fotografija nalaza iz Asirije Orijentalnog instituta iz Chicaga  Arhivirana inačica izvorne stranice od 5. prosinca 2006. (Wayback Machine) (engl.)